# Üzümlü
Üzümlü là một huyện thuộc tỉnh Erzincan, Thổ Nhĩ Kỳ. Huyện có diện tích 578 km² và dân số thời điểm năm 2007 là 13313 người, mật độ 23 người/km².